# Loi sur les sûretés mobilières (Ontario)
Pour un article plus général, voir Loi sur les sûretés relatives aux biens personnels.
La Loi sur les sûretés mobilières est la principale loi régissant les sûretés sur les biens meubles dans la province canadienne de l'Ontario. 
La loi est divisée en sept parties : application et conflits des lois (partie 1), validité des contrats de sûretés et droits des parties (partie 2), opposabilité et priorité (partie 3), enregistrement (partie 4), défaut - droits et recours (partie 5), enregistrements vexatoires (partie 5.1), dispositions diverses (partie 6), champ d'application et dispositions transitoires (partie 7).  
Il existe des lois similaires dans d'autres provinces appelées PPSA (Personal Property Security Act).